# Manuel Castellano

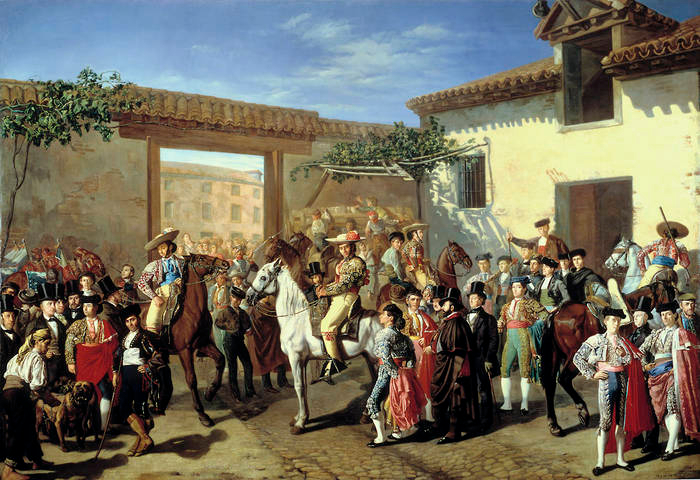
Patio de la cuadra de caballos de la plaza de toros, antes de una corrida, 1853

Manuel Rodríguez de la Parra Castellano – hiszpański malarz i kolekcjoner sztuki, zajmował się również grawerstwem.
Przedstawiciel romantyzmu i kostumbryzmu w sztuce. Bliska była mu tematyka historyczna (Asesinato del Conde de Villamediana, La muerte de Daoíz, El juramento de las tropas del Marqués de la Romana) oraz folklorystyczna, zwłaszcza korrida (Patio de caballos de la plaza de toros de Madrid, dzieło, za które otrzymał wyróżnienie cum laude na Krajowej Wystawie Sztuk Pięknych w Madrycie w 1856 roku).
Studiował w Królewskiej Akademii Sztuk Pięknych św. Ferdynanda w Madrycie, a następnie pracował dla Carlosa Luisa Ribery przy dekoracji sufitu Kongresu Deputowanych. W 1875 r. otrzymał stypendium na studia w Rzymie, podróżował po Włoszech; na dłużej zatrzymał się w Wenecji. Studiował również w Paryżu.
Kolekcjonował ryciny, rysunki i fotografie. Przekazał Bibliotece Narodowej pokaźną kolekcję liczącą ponad 20 000 fotografii Hiszpanii z lat 1853–1880.